# Timothé Luwawu-Cabarrot
Timothé Luwawu-Cabarrot (Cannes, Francia, 9 de mayo de 1995) es un jugador de baloncesto francés que juega en el Saski Baskonia de la Liga Endesa. Con 2,01 de estatura, su puesto natural en la cancha es el de alero.

## Trayectoria

### Inicios
Debutó muy joven con el primer equipo del Olympique d'Antibes y en 2015, el KK Mega Leks se hizo con sus servicios, convirtiéndose en el máximo anotador de dicha temporada en la ABA Liga.

### Profesional
En el Draft de la NBA de 2016, es escogido en la primera ronda con el puesto 24 por los Philadelphia 76ers.
Tras dos temporadas en Philadelphia, en julio de 2018, fue traspasado a los Oklahoma City Thunder, equipo con el que empezó la temporada. 
El 1 de febrero de 2019 fue enviado a los Chicago Bulls a cambio de una segunda ronda del draft. Ese verano terminó su contrato. 
En verano de 2019 jugó dos partidos de pretemporada con los Cleveland Cavaliers pero fue cortado, para finalmente firmar un contrato de dos vías con los Brooklyn Nets el 23 de octubre de 2019.
Después de un par de contratos de 10 días, el 7 de febrero de 2020, firma un contrato multianual con los Brooklyn Nets.
Tras dos años en Brooklyn, el 9 de septiembre de 2021, firma un contrato no garantizado con Atlanta Hawks.
El 24 de septiembre de 2022 firma un contrato no garantizado con Phoenix Suns, pero días antes del comienzo de la temporada fue cortado.
El 18 de noviembre de 2022 fichó por el Olimpia Milano de la Lega Basket Serie A italiana.
El 4 de agosto de 2023, firma por el ASVEL Lyon-Villeurbanne de la LNB Pro A. En su temporada en el conjunto francés, promedia 13 puntos y 3,4 rebotes en Euroliga.
El 12 de junio de 2024, se anuncia su fichaje por el Saski Baskonia de la Liga Endesa por dos temporadas.

## Selección nacional
Luwawu fue internacional en las categorías inferiores de la selección francesa, disputando los EuroBasket Sub-20 de 2014 y 2015.
En verano de 2021, fue parte de la selección absoluta francesa que participó en los Juegos Olímpicos de Tokio 2020, que ganó la medalla de plata.
En septiembre de 2022 disputó con el combinado absoluto francés el EuroBasket 2022, donde ganaron la plata, al perder la final ante España.

## Estadísticas de su carrera en la NBA

### Temporada regular
| Año     | Equipo        | PJ  | PT | MPP  | %TC  | %3P  | %TL  | RPP | APP | ROB | TPP | PPP |
| ------- | ------------- | --- | -- | ---- | ---- | ---- | ---- | --- | --- | --- | --- | --- |
| 2016-17 | Philadelphia  | 69  | 19 | 17.2 | .402 | .311 | .854 | 2.2 | 1.1 | .5  | .1  | 6.4 |
| 2017-18 | Philadelphia  | 52  | 7  | 15.5 | .375 | .335 | .793 | 1.4 | 1.0 | .2  | .1  | 5.8 |
| 2018-19 | Oklahoma City | 21  | 1  | 5.9  | .302 | .227 | .667 | .9  | .2  | .2  | .0  | 1.7 |
| 2018-19 | Chicago       | 29  | 6  | 18.8 | .394 | .330 | .771 | 2.7 | .8  | .5  | .2  | 6.8 |
| 2019-20 | Brooklyn      | 47  | 2  | 18.1 | .435 | .388 | .852 | 2.7 | .6  | .4  | .1  | 7.8 |
| 2020-21 | Brooklyn      | 58  | 7  | 18.1 | .365 | .314 | .814 | 2.2 | 1.2 | .6  | .1  | 6.4 |
| 2021-22 | Atlanta       | 52  | 18 | 13.2 | .398 | .361 | .854 | 1.6 | .8  | .3  | .1  | 4.4 |
| Total   | Total         | 328 | 60 | 16.0 | .391 | .335 | .829 | 2.0 | .9  | .4  | .1  | 5.9 |

### Playoffs
| Año   | Equipo   | PJ | PT | MPP  | %TC  | %3P  | %TL  | RPP | APP | ROB | TPP | PPP  |
| ----- | -------- | -- | -- | ---- | ---- | ---- | ---- | --- | --- | --- | --- | ---- |
| 2020  | Brooklyn | 4  | 3  | 32.8 | .339 | .333 | .917 | 3.8 | 1.5 | .8  | .0  | 16.0 |
| 2021  | Brooklyn | 7  | 0  | 3.6  | .300 | .333 | —    | .4  | .3  | .0  | .0  | 1.1  |
| 2022  | Atlanta  | 4  | 0  | 5.5  | .500 | .333 | —    | .8  | .5  | .0  | .0  | 1.3  |
| Total | Total    | 15 | 3  | 11.9 | .342 | .333 | .917 | 1.4 | .7  | .2  | .0  | 5.1  |

## Vida personal
Nació en Francia, pero tiene ascendencia congoleña por parte de padre.